# Todd Jensen
Todd Jensen (Los Angeles, 17 marzo 1960) è un bassista statunitense noto per la sua militanza nelle band Hardline e Journey.

## Biografia
Todd Jensen suonò con David Lee Roth nel 1991 nel tour A Little Ain't Enough e in diversi tour successivi, e con Ozzy Osbourne, dal 1993 al 1995.  
Per un po' di tempo Todd è stato il tour manager personale di David Lee Roth, ed è stato inoltre in tour con i Van Halen nel 2015. 
Dal 2020 è il bassista dei Journey.

## Discografia

### Solista
- 1996 - Dias De Escuela
- 2008 - Big Network, Big Music

### Journey
- 2022 - Freedom

### Hardline
- 1992 - Double Eclipse

### Harlow
- 1990 - Harlow

### Collaborazioni
- 1991 - Here Comes the Night - Graham Bonnet
- 1994 - The Chronicle - Paul Rodgers
- 1995 - Guest List - Mark Ferrari
- 2007 - Sequel - Beck